# Palais de justice de Nuremberg

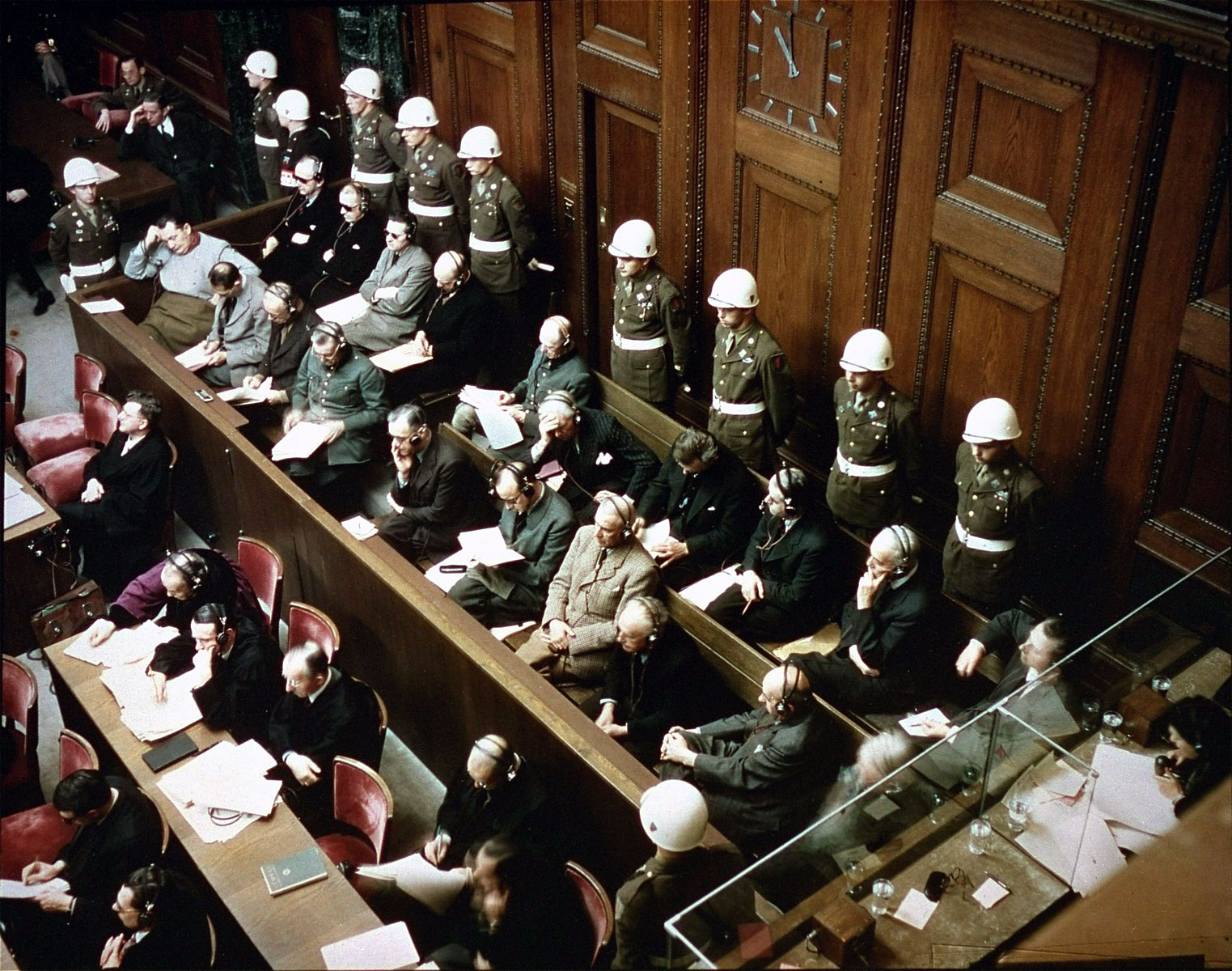
Procès de Nuremberg dans la salle d'audience 600, novembre 1945.

Le palais de justice de Nuremberg (en allemand Justizpalast) est un complexe de bâtiments judiciaires situé à Nuremberg, en Allemagne. Il a été construit de 1909 à 1916 et abrite la cour d'appel (Oberlandesgericht), le tribunal régional (Landgericht), le tribunal local (Amtsgericht) et le parquet (Staatsanwaltschaft). Il est connu pour avoir abrité à partir de 1945 le procès de Nuremberg. Le Mémorial des procès de Nuremberg (Memorium Nürnberger Prozesse) est situé au dernier étage du palais de justice.

## Procès de Nuremberg
Le bâtiment a été choisi comme lieu des procès de Nuremberg (1945-1949) pour les principaux survivants criminels de guerre allemands de la Seconde Guerre mondiale, car il était presque en bon état, assez vaste, et comprenait une grande prison attenante. Le choix de la ville de Nuremberg était symbolique car les nazis avaient organisé de grands rassemblements de Nuremberg dans la ville, de sorte que comme Nuremberg pouvait être considérée comme une sorte de berceau du parti nazi, ce serait aussi là que le parti prendrait fin.  
Les procès se sont déroulés dans la salle d'audience n° 600, située dans l'aile est du palais de justice. La salle d'audience est toujours utilisée, en particulier pour les procès pour meurtre. À la fin des procès de Nuremberg, la salle d'audience a été rénovée et est maintenant plus petite. Un mur qui avait été enlevé lors des travaux afin de créer plus d'espace a été reconstruit. De plus, le banc des juges a été tourné de 90 degrés et n'est plus situé devant la fenêtre, mais se trouve là où le box des témoins était placé pendant les procès. 
Depuis l'an 2000, la salle d'audience 600 peut être visitée par les touristes, le week-end. En décembre 2008, la salle d'audience a été fermée au public en raison de travaux de construction créant une exposition permanente. Le Mémorial des Procès de Nuremberg, hébergé par les musées municipaux de Nuremberg, a été inauguré en novembre 2010.

## Source de traduction
- (en) Cet article est partiellement ou en totalité issu de l’article de Wikipédia en anglais intitulé « Palace of Justice, Nuremberg » (voir la liste des auteurs).